# Ciclismo ai Giochi della XXX Olimpiade - Keirin femminile
La gara di Keirin femminile dei Giochi della XXX Olimpiade fu corsa il 3 agosto al London Velopark di Londra, nel Regno Unito. La medaglia d'oro fu vinta dalla britannica Victoria Pendleton.
Vide la partecipazione di 18 atlete. La prova consisteva nell'effettuare otto giri di pista (2 km); i primi cinque giri e mezzo venivano effettuati dietro un mezzo motorizzato che aumentava gradualmente la velocità fino a 50 km/h, lasciando quindi la pista; gli ultimi due giri e mezzo di pista venivano quindi effettuati liberamente dai ciclisti.

## Risultati

### Primo turno
Si svolsero tre batterie: i primi due atleti di ognuna passarono al turno successivo, mentre gli altri effettuarono i ripescaggi.
Nota: REL relegato ai ripescaggi
| Pos. | Atleta             | Note |
| ---- | ------------------ | ---- |
| 1    | Kristina Vogel     | Q    |
| 2    | Ekaterina Gnidenko | Q    |
| 3    | Lisandra Guerra    |      |
| 4    | Juliana Gaviria    |      |
| 5    | Monique Sullivan   |      |
| 6    | Clara Sanchez      |      |

| Pos. | Atleta             | Note |
| ---- | ------------------ | ---- |
| 1    | Victoria Pendleton | Q    |
| 2    | Anna Meares        | Q    |
| 3    | Natasha Hansen     |      |
| 4    | Fatehah Mustapa    |      |
| 5    | Ljubov Shulika     |      |
| 6    | Willy Kanis        |      |

| Pos. | Atleta             | Note |
| ---- | ------------------ | ---- |
| 1    | Guo Shuang         | Q    |
| 2    | Simona Krupeckaitė | Q    |
| 3    | Daniela Larreal    |      |
| 4    | Lee Wai Sze        |      |
| 5    | Lee Hye-jin        |      |
| 6    | Olga Panarina      |      |

#### Ripescaggi primo turno
I vincitori di ogni ripescaggio passarono al secondo turno.
| Pos. | Atleta           | Note |
| ---- | ---------------- | ---- |
| 1    | Lee Wai Sze      | Q    |
| 2    | Willy Kanis      | Q    |
| 3    | Monique Sullivan | Q    |
| 4    | Lisandra Guerra  |      |
| 5    | Olga Panarina    |      |
| 6    | Juliana Gaviria  |      |

| Pos. | Atleta          | Note |
| ---- | --------------- | ---- |
| 1    | Clara Sanchez   | Q    |
| 2    | Natasha Hansen  | Q    |
| 3    | Daniela Larreal | Q    |
| 4    | Ljubov Shulika  |      |
| 5    | Fatehah Mustapa |      |
| 6    | Lee Hye-jin     |      |

### Semifinali
I 12 atleti qualificati si affrontarono in due batterie da sei ognuna; i primi 3 si qualificarono per la finale.
| Pos. | Atleta             | Note |
| ---- | ------------------ | ---- |
| 1    | Anna Meares        | Q    |
| 2    | Monique Sullivan   | Q    |
| 3    | Lee Wai Sze        | Q    |
| 4    | Willy Kanis        |      |
| 5    | Simona Krupeckaitė |      |
| 6    | Kristina Vogel     |      |

| Pos. | Atleta             | Note |
| ---- | ------------------ | ---- |
| 1    | Victoria Pendleton | Q    |
| 2    | Clara Sanchez      | Q    |
| 3    | Guo Shuang         | Q    |
| 4    | Ekaterina Gnidenko |      |
| 5    | Natasha Hansen     |      |
| 6    | Daniela Larreal    |      |

### Turno finale
| Pos. | Atleta             | Note |
| ---- | ------------------ | ---- |
| 1    | Victoria Pendleton |      |
| 2    | Guo Shuang         |      |
| 3    | Lee Wai Sze        |      |
| 4    | Clara Sanchez      |      |
| 5    | Anna Meares        |      |
| 6    | Monique Sullivan   |      |